# Кадиевка
Кадиевка е град в Луганска област, Украйна.
Намира се в часова зона UTC+2. Населението му е 122 300 жители (2012).
Основан е в средата на 19 век, а получава статут на град през 1932 г. Преди 1937 г., както и в периода между 1943 и 1978 г., градът се нарича Кадиевка (на украински: Кадіївка). Между 1937 и 1943 г. се казва Серго, а през 1978 г. градът е наименуван Стаханов, по фамилията на героя на социалистическия труд на СССР руснака Алексей Стаханов.